# Porosz G7.2 sorozat
A Porosz G 7.2  a porosz G 7.1 típus kompaund változata volt. A mozdonyok szerkezeti felépítése a kompaund üzem sajátosságaitól eltekintve megegyezett  az egyszeri expanziós G 7.1 mozdonyéval, ám ezen típusnál gazdaságosabb és nagyobb teljesítményű volt, ezért üzemeltetés előnyös volt a hosszabb vonalakon. A G 7.2 típust később a tolatószolgálatban alkalmazták, de az indítási nehézségek nem tették erre a feladatra igazán alkalmassá.
A típus a pr 3 T 12 szerkocsival üzemelt.

## Története
1895 és 1911 között mintegy 1646 db-ot állított szolgálatba a Porosz államvasutak belőlük, melyeket minden nagyobb porosz mozdonygyárban építtettek.
A Német Birodalmi Vasút (Deutsche Reichsbahn, DR) még 832 G 7.2 típusú mozdonyt számozott be saját pályaszámrendszerébe 55.702-1533 pályaszámtartományba. 1925-ben még 692 mozdony kapott új pályaszámokat az 55.702-1392 tartományban. 1935-ben ezekhez még több mozdony jött különböző vasutaktól.
A második világháború alatt további mozdonyok kerültek a DR-hez Lengyelországból és Litvániából.
A II. világháború után még néhány mozdony üzemelt a sorozatból, ám a DR, később a DB hamarosan selejtezte az addigra már elavultnak számító gépeket.
A MÁV-hoz a ČSD-től került 7 db G 72 típusú mozdony szintén a II. világháború után. Ezeket a 431.301-307 pályaszámcsoportba osztották.